# Hanaskog slot
Hanaskog (før 1658 dansk: Haneskov slot) er et slot i Gers Herred i Skåne.
Ejendommen tilhørte siden 1500-tallet slægten Valkendorf. Henning Jørgensen Valkendorf solgte den til Maren Ovesdatter Urup på Svenstrup. Hun blev i 1605 gift med Christoffer Ulfeldt, og deres datter Beate Ulfeldt, gift med Henrik Ottesen Lindenov til Övedskloster, solgte slottet i 1657 til Anna Citzwitz. Siden kom den til rigsråd og rigsadmiral Henrik Bielke til Møllerød.
Den nuværende ejendom Hanaskog er opført 1852-54.